# Pieter Snayers
Pieter Snayers (Anversa, 1592 – Bruxelles, 1666/1667) è stato un pittore barocco fiammingo, conosciuto principalmente per le sue rappresentazioni di scene di battaglie storiche.

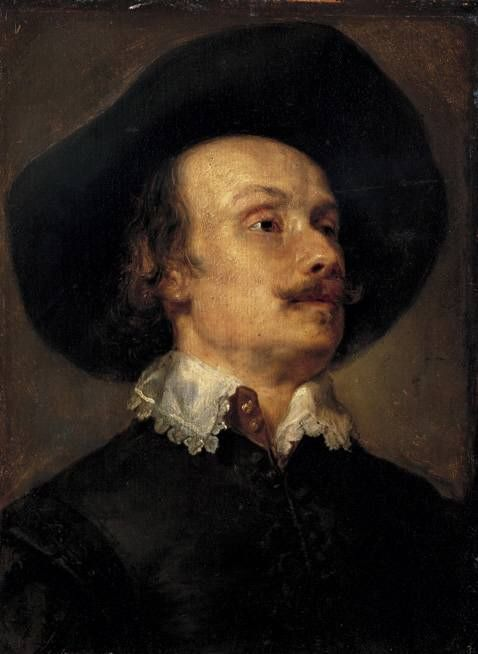
Ritratto di Pieter Snayers, dipinto di Anthony van Dyck, 1627-1632.

Studiò sotto il maestro Sebastian Vrancx prima di entrare a far parte della Corporazione di San Luca di Anversa nel 1612. Nel 1628 Snayers divenne cittadino di Bruxelles; nella città belga lavorò in principio per l'Arciduchessa Isabella d'Asburgo, e fu successivamente pittore di corte per il Cardinale-Infante Ferdinando d'Asburgo e l'Arciduca Leopoldo Guglielmo d'Austria. Per loro dipinse scene di vittoriose battaglie, in linea con la tradizione degli arazzi seicenteschi. Snayers collaborò inoltre con Peter Paul Rubens in numerose occasioni, tra cui l'incompiuta Vita di Enrico IV e le serie della Torre de la Parada. Dipinse inoltre ritratti per gli aristocratici a Bruxelles e grandi paesaggi. Il più noto allievo di Snayers fu Adam Frans van der Meulen.

## Scene di battaglia
Le scene di battaglia dipinte da Snayers dimostrano una forte attenzione ai dettagli e una grande precisione topografica. Spesso i suoi dipinti mostrano un primo piano ribassato che lascia spazio seccamente a vaste scene di città assediate, viste da una prospettiva a volo d'uccello. Stilisticamente, le colorazioni utilizzate sono più tenui rispetto a quelle del maestro Vrancx, più vicine alla contemporanea tendenza della pittura fiamminga.

Opere selezionate
Battaglia della Montagna Bianca. Bayerische Staatsgemäldesammlungen.
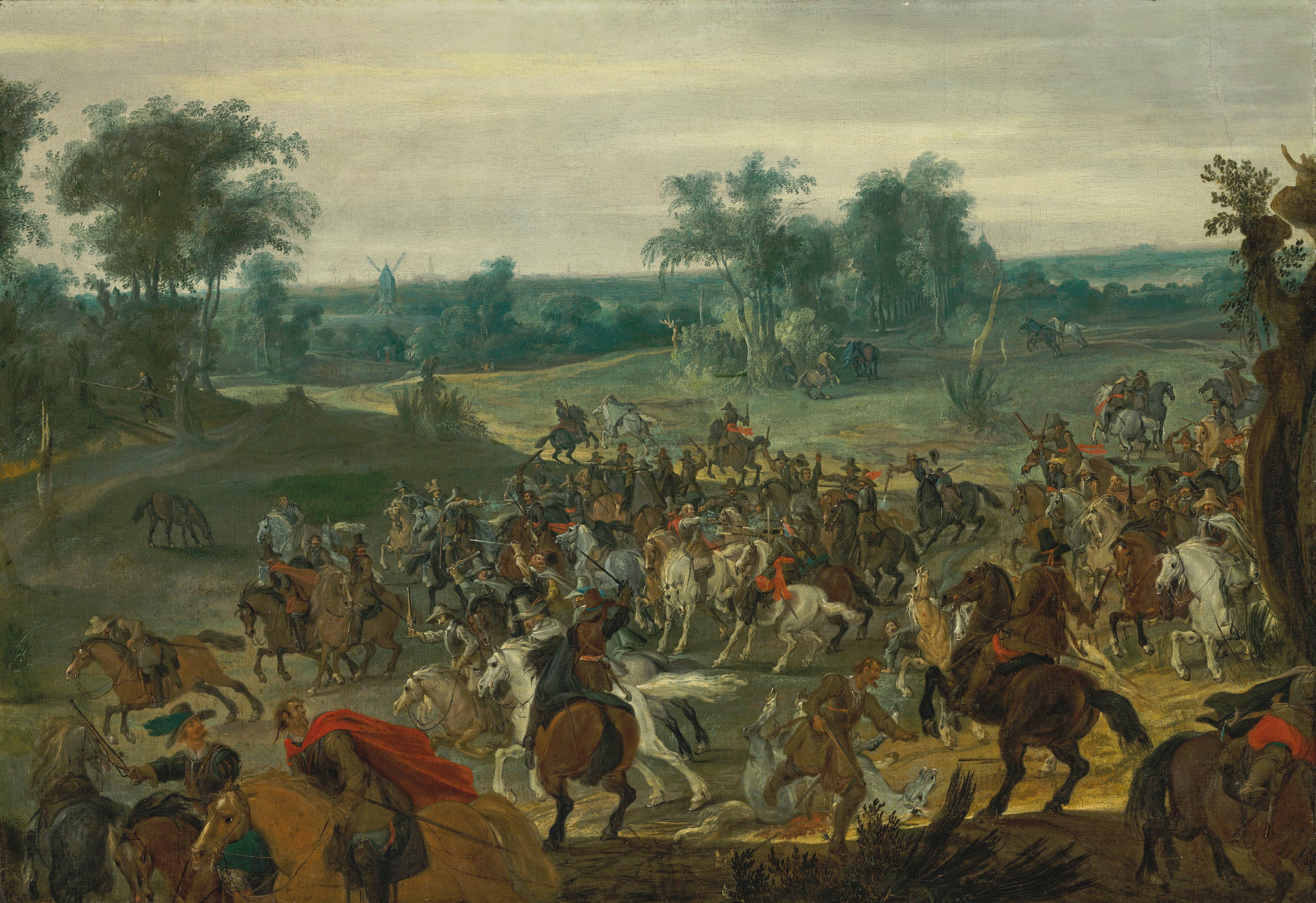
Battaglia di Lekkerbeetje. Collezione privata.
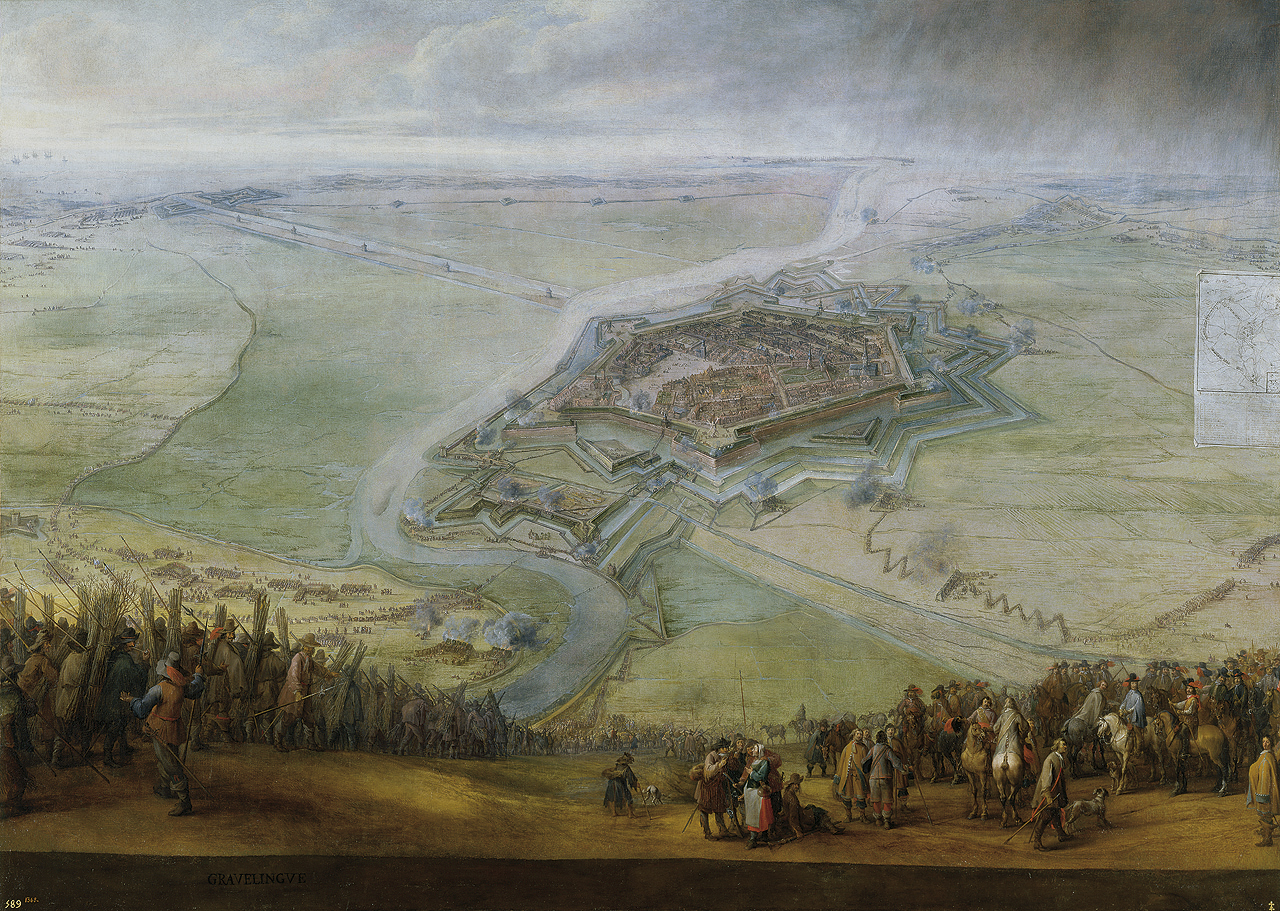
Battaglia di Gravelines. Museo del Prado, Madrid.
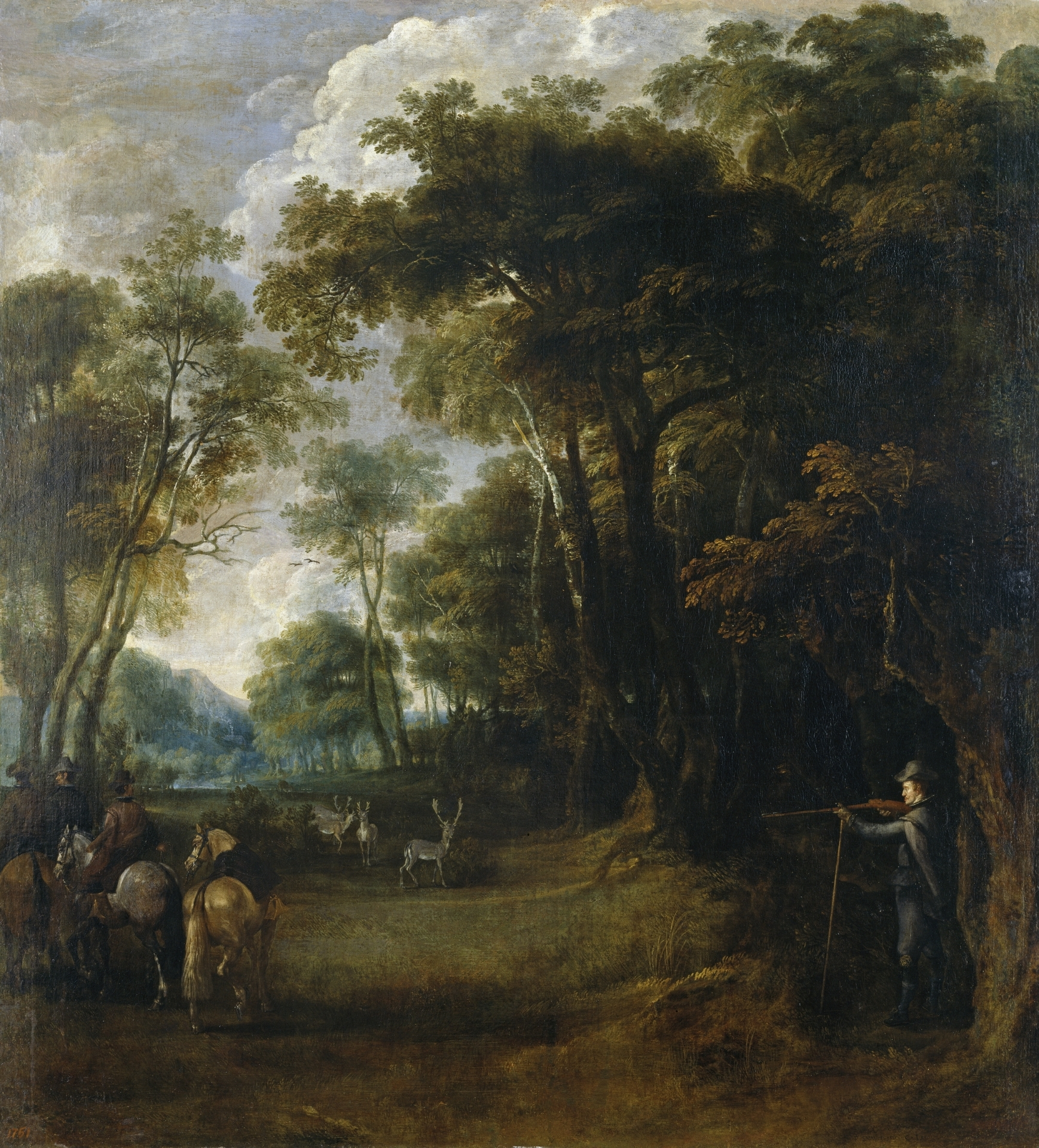
La caccia di Filippo IV. Museo del Prado, Madrid.